# 대구시 동구·북구
대구시 동구·북구는 대한민국의 옛 국회의원 선거구이다. 당시 경상북도 대구시 동구와 북구 지역을 관할했다.

## 역사
대한민국 제11대 국회의원 선거를 앞두고 대구시 동구·남구 선거구에서 동구 지역과 대구시 중구·서구·북구에서 북구 지역이 합쳐지게 되면서 신설되었다.
1981년 7월 1일을 기해 대구시가 대구직할시로 승격되면서 경상북도에서 분리되었다. 이에 대한민국 제12대 국회의원 선거를 앞두고 동구·북구 선거구로 개편되었다.

## 역대 국회의원
| 선거   | 정당 | 정당       | 1위 의원 | 정당 | 정당       | 2위 의원 |
| ------ | ---- | ---------- | -------- | ---- | ---------- | -------- |
| 1981년 |      | 민주정의당 | 김용태   |      | 민주한국당 | 목요상   |

## 역대 선거 결과

### 대한민국 제11대 국회의원 선거
|  | 42.56% |

|  | 34.91% |

|  | 22.51% |